# Travacò Siccomario
Travacò Siccomario là một đô thị ở tỉnh Pavia trong vùng Lombardia của Ý, có cự ly khoảng 35 km về phía nam của Milan và khoảng 4 km về phía đông nam của Pavia, gần nơi hợp lưu của sông Po và sông Ticino.
Travacò Siccomario giáp các đô thị sau: Cava Manara, Linarolo, Mezzanino, Pavia, Rea, San Martino Siccomario, Valle Salimbene, Verrua Po.

## Twin towns
- Camaret-sur-Aygues, Pháp